# Статуя Гуаньїнь (Наньшань)
Статуя Гуаньінь (кит.: 南山海上观音圣像南山海上观音圣像) — статуя заввишки 108 метрів, що зображає бодхисаттву Гуаньїнь. Розташована поблизу пагоди Наньшань у місті Санья на острові Хайнань в однойменній провінції, Китай. Статуя була завершена у 2005 році.
Статуя має три аспекти: одне обличчя спрямовано всередину острова, а обличчя двох інших в Південнокитайське море, щоб представити благословення і захист з боку Гуаньїнь для Китаю і всього світу. Один з аспектів зображує Гуаньїнь, яка притискає сутру в лівій руці й жестом мудра правою; другий — з долоні на ногу, тримаючи чотки; а третій — в позі лотоса. Нині статуя є четвертою за висотою у світі (багато з яких — буддійські статуї) і найвищою статуєю Гуаньїнь у світі.
Будівництво зайняло шість років і було завершено 24 квітня 2005 року. Відкриття відбулося за участю 108 головних ченців з різних буддійських груп з Тайваню, в Гонконгу, Макао і континентального Китаю, а також десятків тисяч паломників. У складі делегації також були ченці з тхеравади і ваджраяни.

## Галерея

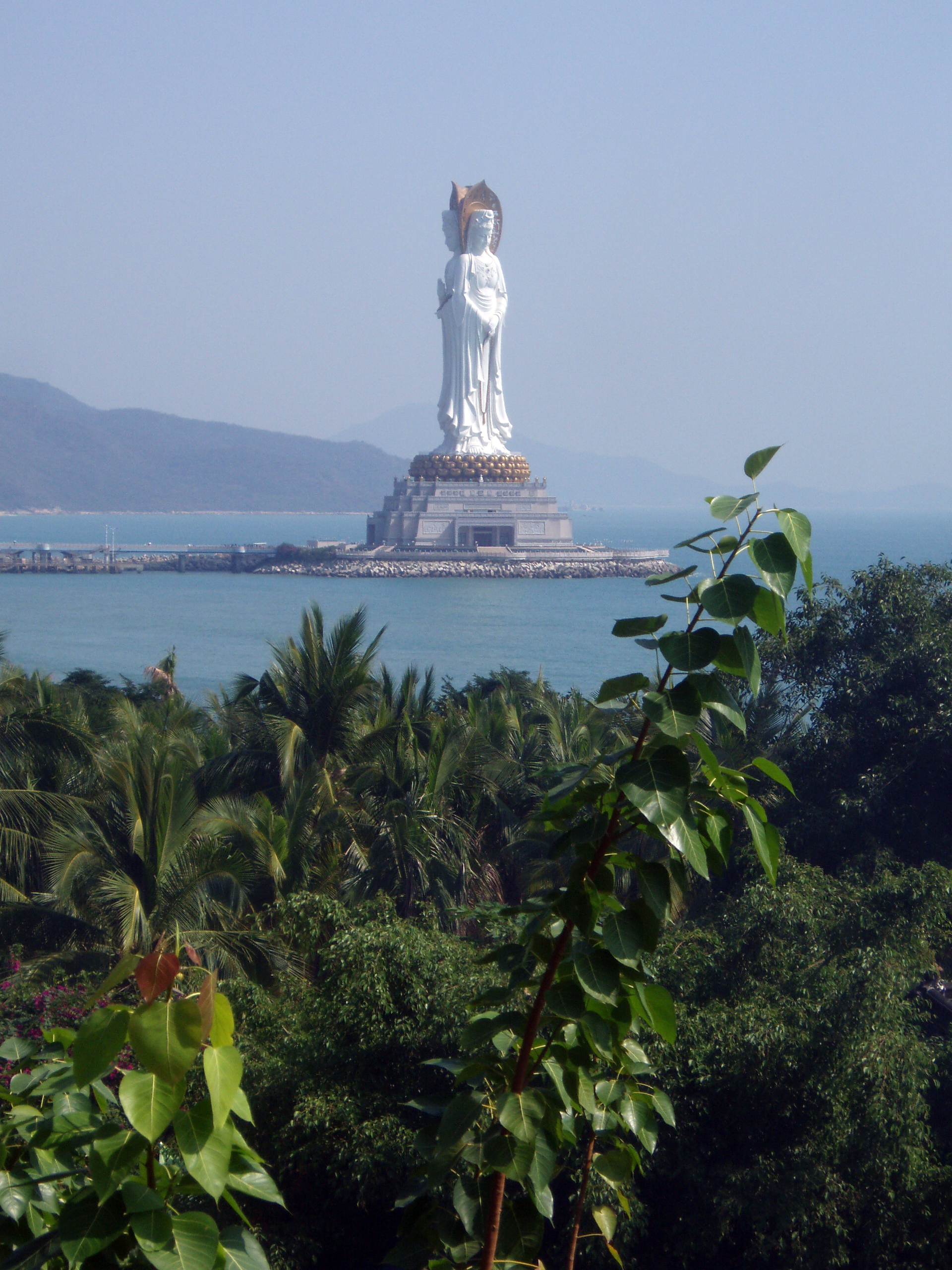
Статуя богині Гуаньінь
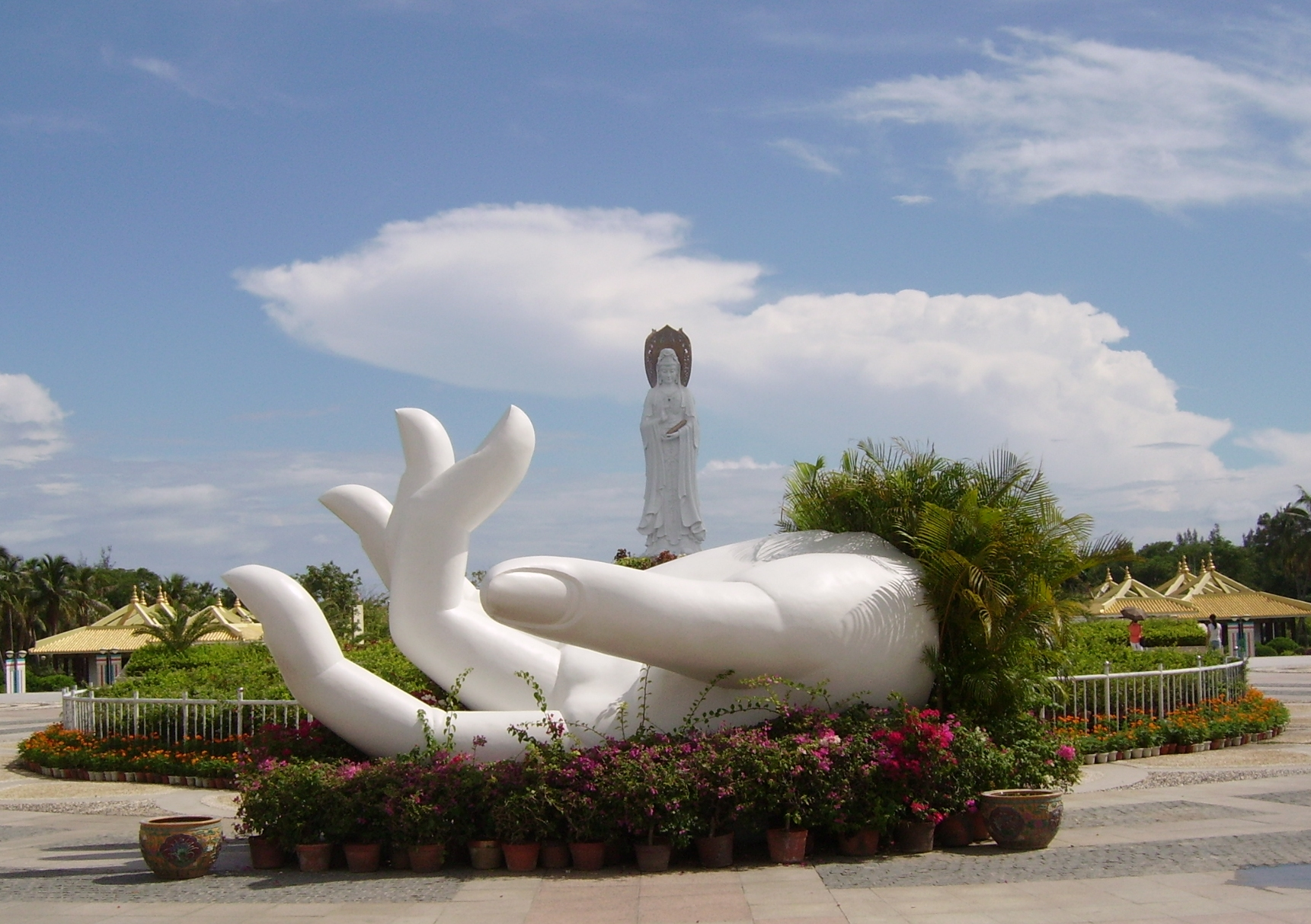
Вид на статую з головного входу в центрі буддизму Наньшань
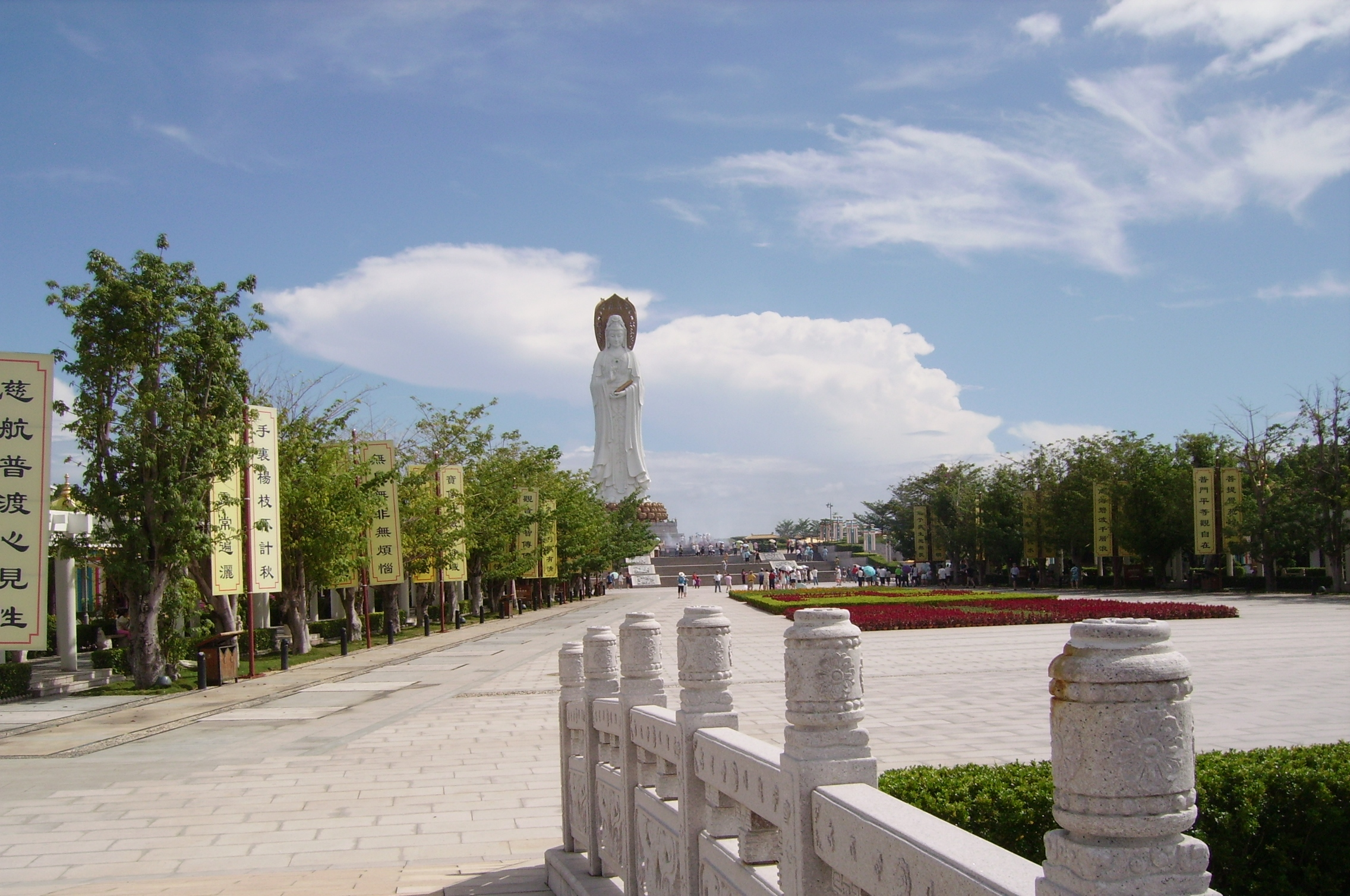
Види в центрі буддизму Наньшань
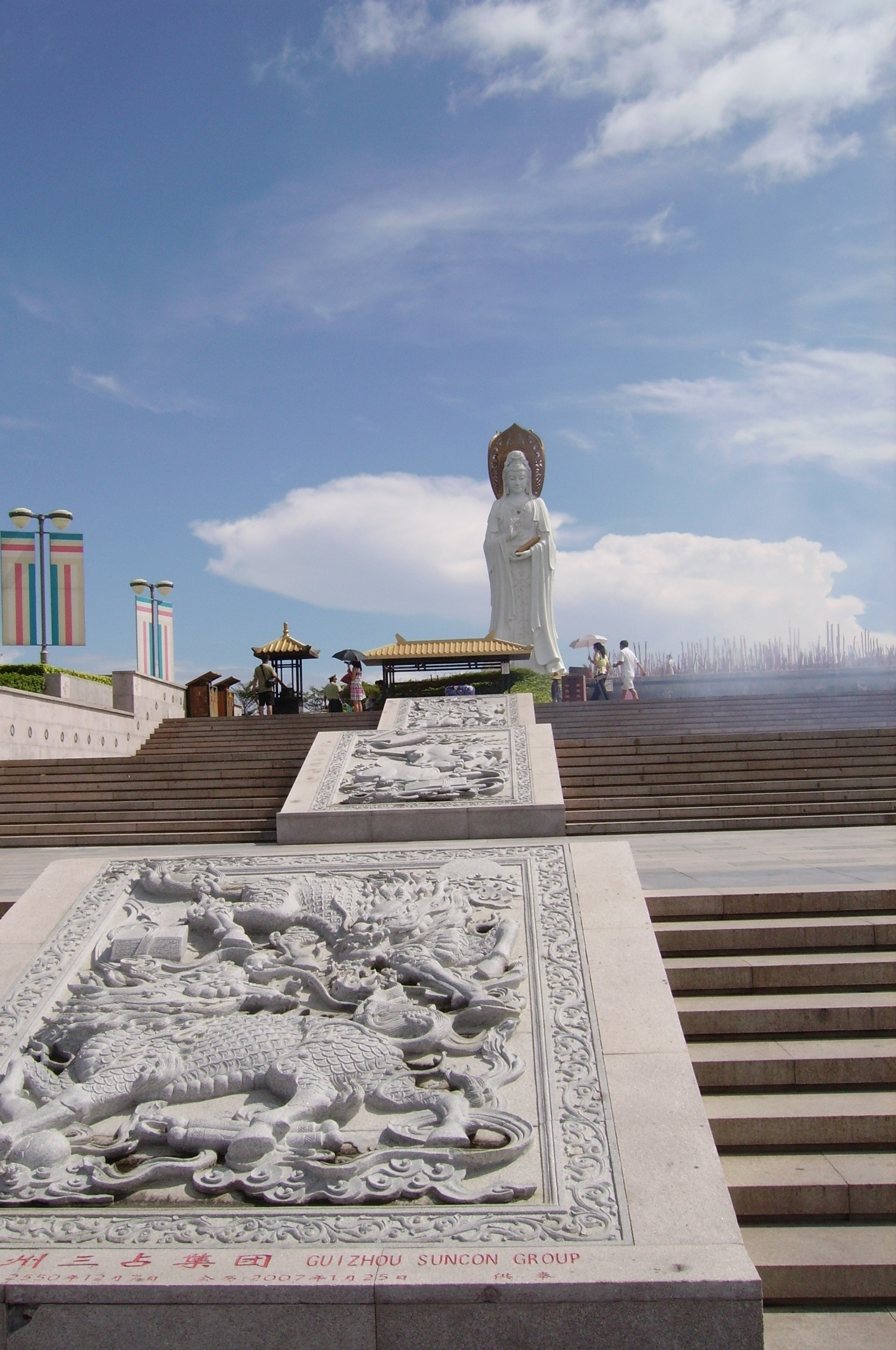
Види в центрі буддизму Наньшань